# وانگ ژنگ
وانگ ژنگ (انگلیسی: Wang Zheng؛ زادهٔ ۱۴ دسامبر ۱۹۸۷) پرتاب‌گر چکش اهل چین است.